# NGC 1759
NGC 1759 is een elliptisch sterrenstelsel in het sterrenbeeld Graveerstift. Het hemelobject werd op 28 november 1837 ontdekt door de Britse astronoom John Herschel.

## Synoniemen
- PGC 16547
- ESO 305-1
- MCG -6-12-2
- AM 0459-384